# Copelatus uludanuensis
Copelatus uludanuensis är en skalbaggsart som beskrevs av Lars Hendrich och Michael Balke 1995. Copelatus uludanuensis ingår i släktet Copelatus och familjen dykare. Inga underarter finns listade i Catalogue of Life.